# Académie royale des beaux-arts d'Amsterdam

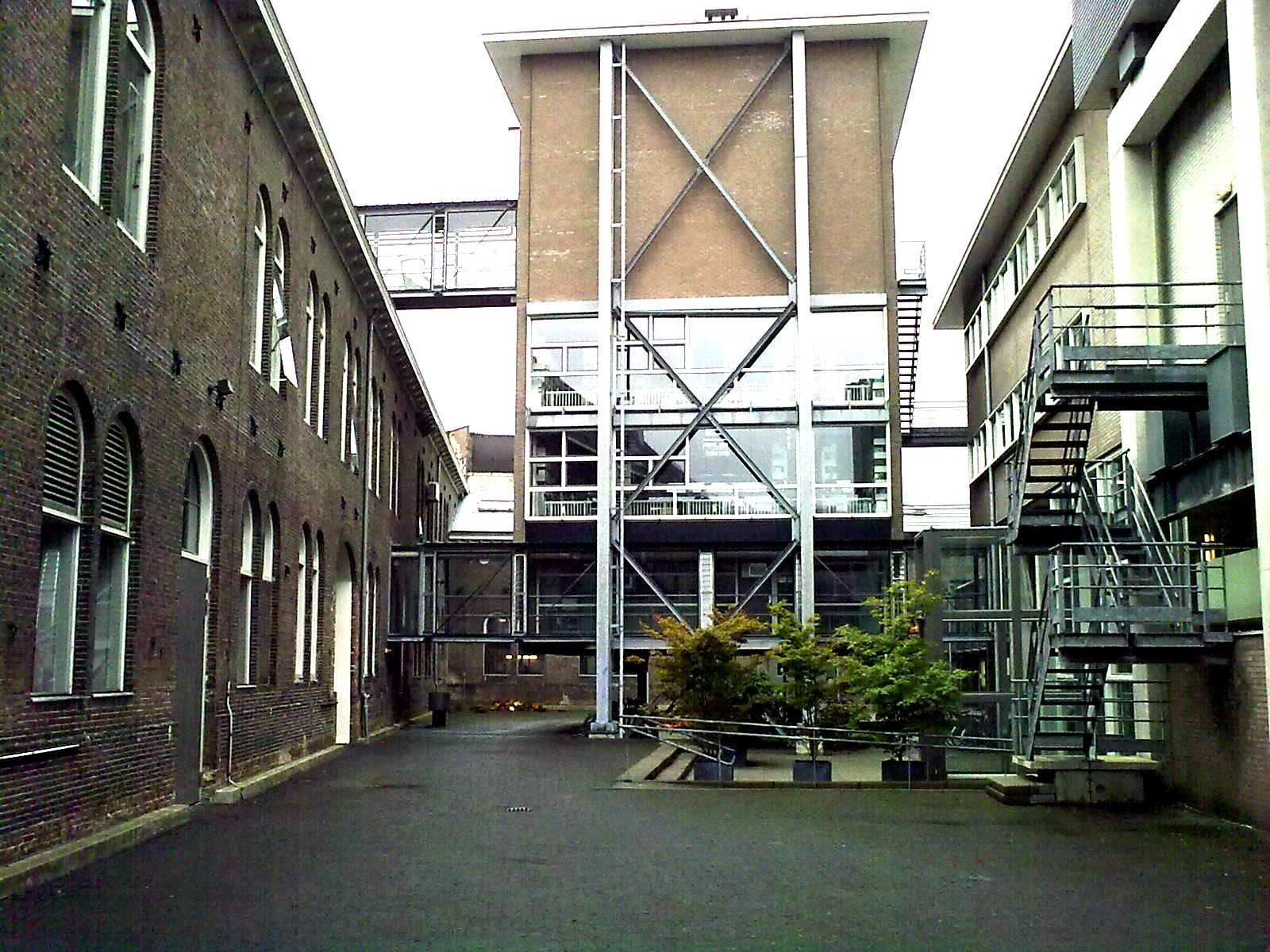
Cour de l'ancienne caserne de cavalerie, transformée en 1992 pour y accueillir l'académie royale des beaux-arts.

L'Académie nationale des beaux-arts d'Amsterdam (en néerlandais : Rijksakademie van beeldende kunsten), fait partie des écoles d’enseignement supérieur à Amsterdam. Elle offre une plateforme d’artistes internationaux, et depuis 1982 est reconnue pour le 3e cycle, équivalent au niveau universitaire (post-doctoral) aux Pays-Bas.

## Histoire
L’Académie nationale a une longue tradition. L’institut a été fondé en 1870 par le roi Guillaume III et succédait à l’Academie royale (Koninklijke Academie, XIXe siècle), l’Académie municipale de dessin (Stadstekenacademie, 1718) et la Konstkamer (« chambre d’art », XVIIe siècle). Entre autres Jan Toorop, George Hendrik Breitner, Willem Wiegmans, Piet Mondriaan, Constant Nieuwenhuis, Karel Appel, Corneille, Ger Lataster, Willem Hofhuizen, Jaap Min ont été liés à l’Académie. Richard Roland Holst fut directeur de 1926 à 1934.
Au XIXe siècle, l’Académie était installée dans un magnifique bâtiment sur le Stadhouderskade. Après 1985, l’institut porte le sous-titre d’Instituut d’études pratiques. Depuis 1999, l’Académie a été rendue autonome sous le statut d’une fondation (Stichting Rijksakademie) et est financée par le Département Culture du Ministère de l’Enseignement, de la Culture et des Sciences, ainsi que d’autres administrations publiques, entreprises, et fonds divers.
Depuis 1992, c’est la Caserne de Cavalerie dans la Sarphatistraat (Kavaleriekazerne) qui abrite l’établissement. Le bâtiment a été ravalé et adapté spécialement à cet effet. Il y a des ateliers graphiques, de peinture, de sculpture pour les aspirants artistes.Ceux-ci sont sous direction d’artistes renommés. Il y a une bibliothèque d’art, et un imposant centre de documentation qui sont ouverts au public sur rendez-vous.
Tous les ans différentes journées portes ouvertes permettent au public de découvrir les dernières œuvres des artistes résidents.

## Élèves et enseignants
Liste non exhaustive d’artistes qui ont étudié ou enseigné à l’Académie :
- August Allebé
- Mari Andriessen
- Karel Appel
- Marc Bauer
- Marius van Beek
- Manon de Boer
- Jan Bronner
- Gerard Brouwer
- Heinrich Campendonk
- Johann Georg van Caspel
- Olga Chernysheva
- David Claerbout
- Corneille
- Wessel Couzijn
- Thawan Duchanee
- Piet Esser
- Marie Faddegon
- Meschac Gaba
- Jon Gardella
- Jan F. Geusebroek
- Dominique Ghesquière
- Paul Grégoire
- Arnoud Holleman
- Pieter Holstein
- Bob ten Hoope
- Pierre Houcmant
- Cor Hund
- Nic Jonk
- Johannes Hendricus Jurres
- Carel Kneulman
- Hein Kocken
- Kees de Kort
- Ger Lataster
- Jacob Jan van der Maaten
- Turiya Magadlela
- Françoise Magrangeas
- Jan Meyer
- Jaap Min
- Piet Mondriaan
- Xavier Noiret-Thomé
- Jan Nieuwenhuys
- Charlotte van Pallandt
- Theresia van der Pant
- Richard Roland Holst
- Gé Röling
- Matthijs Röling
- Willem de Rooij
- Eddy Roos
- Aart Schonk
- Eja Siepman van den Berg
- Alexander Cornelis Sleeswijk
- Chavalit Soemprungsuk
- Johan Sterenberg
- Philippe Terrier-Hermann
- Jan Toorop
- Henk Visch
- André Volten
- Nicolaas van der Waay
- Gerard Westermann
- Han Wezelaar
- Jan Wiegers
- Petronella van Woensel
- Guy Wouete

## Prix de Rome
Le Prix de Rome a été créé en 1808 par le roi Louis Napoléon et est remis une fois tous les 2 ans pour les Beaux Arts et tous les 4 ans pour l’Architecture à de jeunes talents (moins de 35 ans). Le Prix de Rome est organisé par l’Académie avec le soutien d’autres institutions.